# Idre

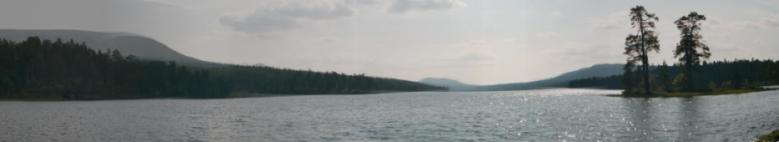
Idre. Rzeka Österdalälven

Idre – górska miejscowość wypoczynkowa w Szwecji, położona w gminie Älvdalen, rejon Dalarna. Miejscowość posiada rozbudowaną infrastrukturę turystyczną, w 2005 roku liczyła 769 mieszkańców.
W Idre łączą się dwie rzeki górskie: Storån i Sörälven, dając początek rzece Österdalälven. W pobliżu znajduje się rezerwat Städjan-Nipfjällets.